# Batucada
La Batucada è un sottostile del samba e fa riferimento ad uno stile percussivo brasiliano influenzato dalla musica e cultura africana, solitamente eseguito da un gruppo piuttosto che da singoli, è considerata da alcuni come il compendio dell'insieme di percussioni ed è caratterizzata dal suo ritmo ripetitivo e rapido.

## Varietà di strumenti
Strumenti utilizzati:
- Il repinique, un tamburo dal tono acuto il cui suonatore è solitamente il leader del gruppo;
- Il surdo, un largo tamburo di larghezza media di 50 cm (20") di diametro. È usato per creare il ritmo con il suo suono basso. Quando è utilizzato solo un surdo, viene accentuato il 2º ed il 4º quarto di ogni battuta. Quando invece viene utilizzato anche un secondo surdo, il suo tono viene impostato leggermente più alto ed è suonato accentuando il 1º ed il 3º quarto della battuta;
- Il tamborim, un piccolo tamburo solitamente suonato con una bacchetta;
- L'agogô, formato da due o più campane di ferro senza batacchio di dimensioni conico-allungate e grandezze diverse, uniti alla base da una connessione che funge anche da impugnatura. Lo si suona reggendolo in mano (per attutire le vibrazioni) e percuotendolo con il lato di una bacchetta in legno o in ferro alla ricerca dei punti di migliore sonorità; il ruolo principale di questo strumento è l'esecuzione di una frase ritmica invariata chiamata generalmente chiave, che serve a dare il ritmo sul quale si basa l'andamento generale del ritmo;
- Il caixa, un piccolo rullante;
- Il cuíca, un tamburo con una estremità aperta ed una bacchetta montata all'interno del corpo del tamburo, perpendicolare all'apertura. Lo strumento è suonato strisciando un panno bagnato lungo la bacchetta e premendo la testa del tamburo con un dito. Più vicino alla bacchetta è premuto il dito, più alto sarà il tono ottenuto. La cuica crea un suono unico, che a volte può rassomigliare ad una voce umana.
- Il timbales, un lungo tamburo usato per produrre toni bassi, solitamente suonato con una mano sulla testa del tamburo e con l'altra il corpo dello stesso.
- Il pandeiro, è un tamburello con dei sonagli doppi di metallo infilati a intervalli nei bordi di legno, viene percosso con il palmo della mano e con le dita.
- Il reco-reco, costituito da un pezzo di tronco di bambù con delle incisioni orizzontali realizzate in senso perpendicolare alla fibra. Il suono si produce con una bacchetta di legno sfregata sulle incisioni.
- Il ganzà, idiofono a scuotimento ossia uno shaker, costruito con componenti di metallo per renderlo più sonoro.

## Influenza culturale
- La canzone The Obvious Child dell'album The Rhythm of the Saints di Paul Simon e la canzone El matador dei Los Fabulosos Cadillacs sono esempi del ritmo della Batucada.
- Sérgio Mendes & Brasil '66 hanno registrato una canzone intitolata Batucada.